# Estadio Olímpico Al-Minaa
El Estadio Olímpico Al-Minaa es un estadio multiusos de Basora, Irak. Fue inaugurado el 26 de diciembre de 2022 y tiene una capacidad para 30 000 espectadores. El Al Minaa Sport club juega de local en este estadio.